# Шукри, Мустафа
Мустафа́ Шукри (араб. مصطفى شكري‎}; 1947 или 1945, Касабланка — 22 января 1980) — марокканский футболист, игравший на позиции полузащитника; участник чемпионата мира 1970 года.

## Биография

### Клубная карьера
Шукри на протяжении 9 сезонов играл за «Раджу», в составе которой дебютировал в 1966 году. В 1975 году он перешёл в состав «Видада» — принципиального городского соперника «Раджи». В составе «Видада» Шукри играл на протяжении четырёх сезонов и завоевал три чемпионских титула подряд, а также 2 Кубка Марокко в 1978 и 1979 годах.
В 1979 году покинул Марокко и уехал в Саудовскую Аравию, где присоединился к клубу «Аль-Вахда», в котором играл в течение нескольких месяцев.

### Карьера в сборной
В составе сборной Марокко Шукри принимал участие на чемпионате мира 1970 года, где сыграл в одном матче на групповом этапе со сборной Болгарии (1:1).
Входил в состав сборной на Кубке африканских наций 1972 года, где сыграл в трёх матчах на групповом этапе. Всего за сборную Марокко сыграл 33 матча, в которых отметился 8 забитыми мячами.

### Смерть
Скончался 22 января 1980 года в Саудовской Аравии при невыясненных обстоятельствах.

## Достижения
«Раджа»
- Обладатель Кубка Марокко (1): 1973/74

«Видад»
- Чемпион Марокко (3): 1975/76, 1976/77, 1977/78
- Обладатель Кубка Марокко (2): 1977/78, 1978/79